# Ittiri
Ittiri is een gemeente in de Italiaanse provincie Sassari (regio Sardinië) en telt 8695 inwoners (31-12-2015). De oppervlakte bedraagt 111,6 km², de bevolkingsdichtheid is 80 inwoners per km².

## Demografie
Ittiri telt ongeveer 3205 huishoudens. Het aantal inwoners daalde in de periode 1991-2001 met 2,3% volgens cijfers uit de tienjaarlijkse volkstellingen van ISTAT.
| Jaar | Inwoneraantal |
| ---- | ------------- |
| 1991 | 9267          |
| 2001 | 9050          |

## Geografie
De gemeente ligt op ongeveer 400 m boven zeeniveau.
Ittiri grenst aan de volgende gemeenten: Banari, Bessude, Florinas, Ossi, Putifigari, Thiesi, Uri, Usini, Villanova Monteleone.

## Externe link

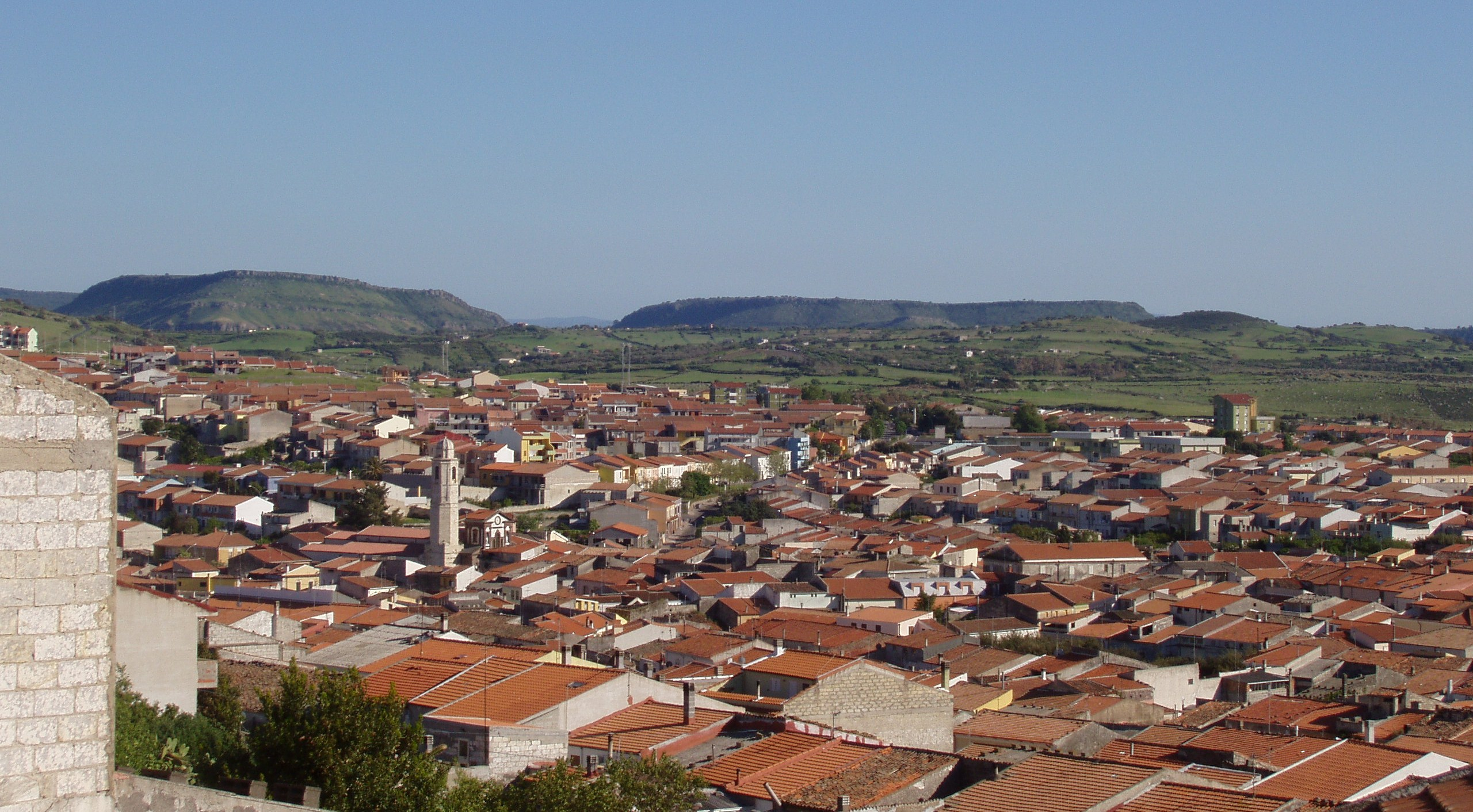
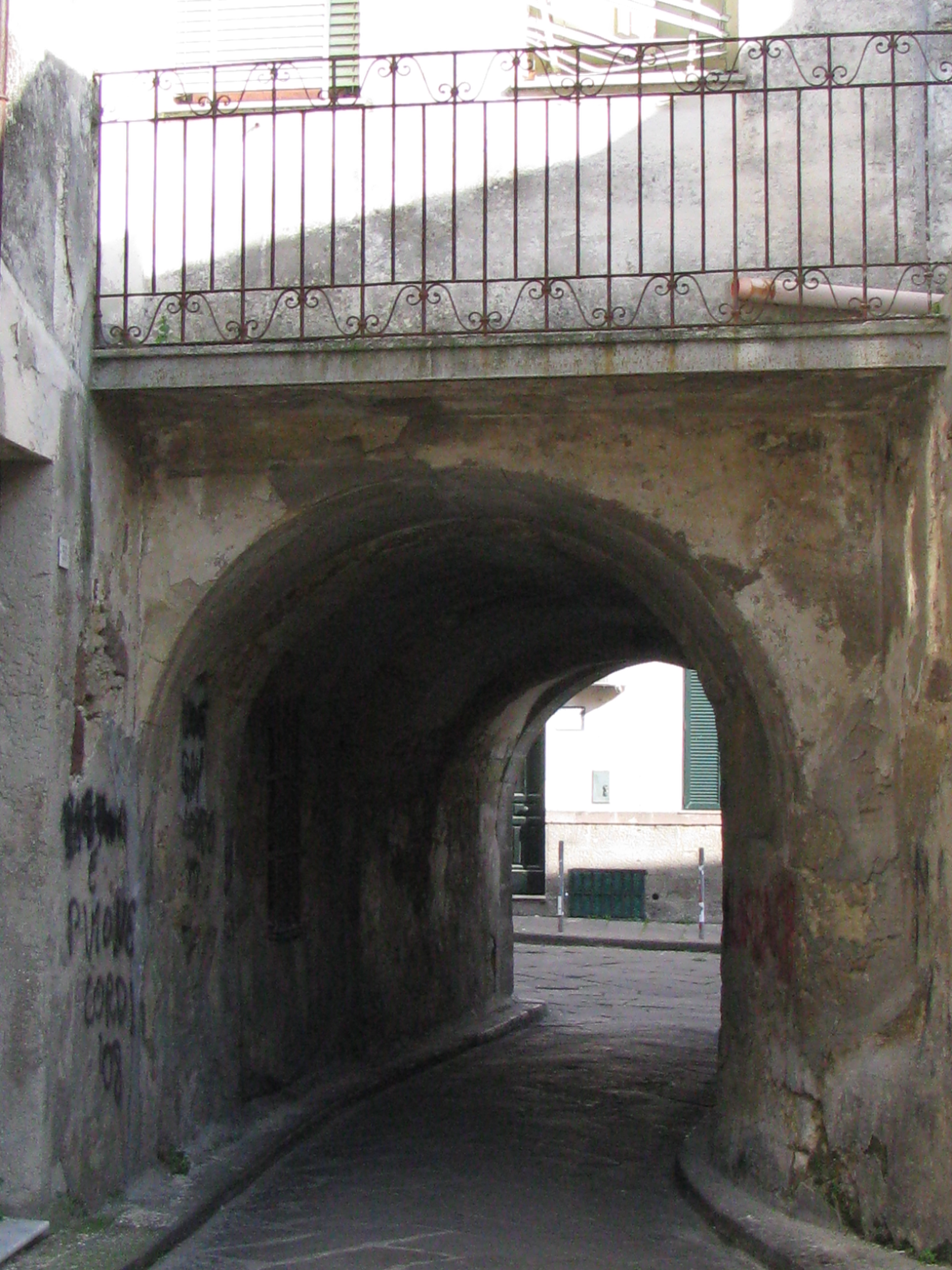